# Ruslán Zajárov
Ruslán Albértovich Zajárov –en ruso, Руслан Альбертович Захаров– (Gorki, URSS, 24 de marzo de 1987) es un deportista ruso que compite en patinaje de velocidad sobre hielo, en las modalidades de pista larga y pista corta.
Participó en tres Juegos Olímpicos de Invierno, entre los años 2010 y 2022, obteniendo dos medallas, oro en Sochi 2014, en la prueba de pista corta de 5000 m relevos, y plata en Pekín 2022, en persecución por equipos (junto con Daniil Aldoshkin y Serguei Trofimov).
Ganó dos medallas de bronce en el Campeonato Mundial de Patinaje de Velocidad sobre Hielo en Distancia Individual, en los años 2020 y 2021, y dos medallas de bronce en el Campeonato Europeo de Patinaje de Velocidad sobre Hielo en Distancia Individual, en los años 2018 y 2022.

## Palmarés internacional
| Juegos Olímpicos | Juegos Olímpicos | Juegos Olímpicos | Juegos Olímpicos |
| Año              | Lugar            | Medalla          | Prueba           |
| ---------------- | ---------------- | ---------------- | ---------------- |
| 2014             | Sochi (Rusia)    | Medalla de oro   | Relevo 5000 m    |

| Juegos Olímpicos                           | Juegos Olímpicos                | Juegos Olímpicos  | Juegos Olímpicos        |
| Año                                        | Lugar                           | Medalla           | Prueba                  |
| ------------------------------------------ | ------------------------------- | ----------------- | ----------------------- |
| 2022                                       | Pekín (China)                   | Medalla de plata  | Persecución por equipos |
| Campeonato Mundial en Distancia Individual |                                 |                   |                         |
| Año                                        | Lugar                           | Medalla           | Prueba                  |
| 2020                                       | Salt Lake City (Estados Unidos) | Medalla de bronce | Persecución por equipos |
| 2021                                       | Heerenveen (Países Bajos)       | Medalla de bronce | Persecución por equipos |
| Campeonato Europeo en Distancia Individual |                                 |                   |                         |
| Año                                        | Lugar                           | Medalla           | Prueba                  |
| 2018                                       | Kolomna (Rusia)                 | Medalla de bronce | Salida en grupo         |
| 2022                                       | Heerenveen (Países Bajos)       | Medalla de bronce | Salida en grupo         |